# Благовіщенська селищна рада
Благові́щенська селищна рада (рос. Благовещенский поселковый совет) — сільське поселення у складі Благовіщенського району Алтайського краю Росії.
Адміністративний центр — селище міського типу Благовіщенка.

## Населення
Населення — 11496 осіб (2019; 11723 в 2010, 12553 у 2002).

## Склад
До складу селищної ради входять:
| Населений пункт                    | Населення, осіб (2002) | Населення, осіб (2010) |
| ---------------------------------- | ---------------------- | ---------------------- |
| Благовіщенка, селище міського типу | 12416                  | 11626                  |
| Сухий Рокит, село                  | 137                    | 97                     |